# 鉢伏山 (高岡市)
鉢伏山（はちぶせやま）は、富山県高岡市にある山。

## 概要
標高179.2m。二上丘陵の最高峰である二上山の東側に位置する。
曹洞宗の寺院である佛舎利山佛石寺があり、高さ20mの仏舎利塔のほか、礼拝殿、祖堂がある。
佛石寺から更に下った二上山万葉ライン沿いには、「平和の鐘」と呼ばれる大きな梵鐘がある。これは1969年に高岡開町360年、高岡市制施行80年の記念に建立されたものである。「平和の鐘」の周辺は駐車場やトイレが整備されている。「平和の鐘」は誰でも自由に撞くことができる（夜間は騒音防止のため禁止）。かつては平和の鐘に隣接して「長八茶屋」「万葉荘」といった飲食・休憩施設もあったが、現在は廃業となっている。